# Regnitzlosau
Regnitzlosau er en kommune i Landkreis Hof i den nordøstlige del af den bayerske regierungsbezirk Oberfranken i det sydlige Tyskland. Kommunen ligger i landskabet Vogtland i grænsetrekanten, Dreiländerecks, mellem Bayern, Sachsen og Böhmen.
Kommunen er medlem af det tjekkisk-tyske samarbejde Freunde im Herzen Europas (Venner i Europas Hjerte).

## Geografi
Floden Regnitz løber gennem byen og kommunen.
I kommunen ligger ud over Regnitzlosau disse landsbyer og bebyggelser:
| - Regnitzlosau - Draisendorf - Förtschenbach - Haag - Henriettenlust - Hinterprex | - Hohenschwesendorf - Hohenvierschau - Huschermühle - Kirchbrünnlein - Klötzlamühle - Mittelhammer | - Mühlberg - Nentschau - Neumühle - Oberprex - Oberzech - Osseck a. Wald | - Prex - Raitschin - Schanz - Schwesendorf - Trogenau - Unterhammer | - Vierschau - Weinzlitz - Wieden - Zech - Ziegelhaus - Ziegelhütte |